# Albert Jorquera Fortia
Albert Jorquera Fortia (Bescanó, 1979. március 3. –) spanyol labdarúgókapus, a Girona FC játékosa.

## Pályafutása
Jorquera a Barcelona utánpótlás-nevelő központjában, a La Masiában kezdte pályafutását 1994-ben. Játszott a Barcelona C és Barcelona B gárdájában is. Mielőtt a második csapathoz került, kölcsönben a másodosztályú AD Ceutában (2000/2001) és a CE Mataróban (2001/2002) szerepelt.
2004. január 17-én az Atletic Bilbao ellen mutatkozott be a Barcelona felnőtt csapatában.
Rüstü távozása óta második számú kapusnak tekinthető.

## Sikerei
- Spanyol bajnok (2005, 2006, 2009)
- Spanyol szuperkupa-győztes (2005)
- Bajnokok Ligája-győztes (2006, 2009)
- Spanyolkupa-győztes (2009)